# Выша (река)
Вы́ша (Нокса) — река в Пензенской области, Мордовии и Рязанской области России, правый приток Цны (бассейн Волги). Длина — 179 км, площадь водосборного бассейна — 4570 км².

## Этимология
Название реки восходит к финно-угорским словам, связано с марийском виш — «раскрытый» и коми вис — «протока».

## География

Бассейн Мокши

Питание снеговое и дождевое. Ледостав обычно с ноября по апрель. Истоки реки на территории Пензенской области. Протекает через районный центр Земетчино. На протяжении 15 км по реке проходит административная граница Пензенской области с Мордовией, на территории которой расположено село Выша (в 3 км от реки). Впадает в Цну на территории Рязанской области. В месте впадения располагается посёлок Выша Шацкого района Рязанской области, известное Свято-Успенским Вышинским монастырём.
Притоки (от устья):
- правые — Известь (3,5 км), Пурля (24 км), Шуварка (53 км), Ушинка (147 км);
- левые — Кермись (23 км), Почкарь (72 км), Торча (84 км), Сыч (87 км), Раевка (94 км), Машня (107 км), Нокса (147 км); далее р. Нокса Буртас (148 км), Ольшанка (155 км).